# Johannes III av Trapezunt
Johannes III av Trabzon, född 1321, död 1362, var regerande kejsare av Trapezunt mellan 1342 och 1344. Han var son till Mikael av Trabzon, som var kejsare av Trapezunt mellan 1344 och 1349.

## Biografi
Johannes levde större delen av sitt liv i Konstantinopel, där hans fader hade bott sedan 1297. Men 1342 besöktes han av ledarna för Scholarioi, vilka övertalade honom att komma med dem till Trabzon och ta över tronen där. Med godkännandet av den bysantinska regeringen stävade gruppen ut mot Trabzon i september 1342 efter att mobiliserat stöd av tre genuinska galärer, med en flotta på totalt fem fartyg. Efter en kort men hård kamp lyckades Johannes och hans anhängare inta staden den 4 september, med hjälp av ett folkligt uppror i deras favör. Den avsatte kejsarinnan Anna av Trabzon ströps efter kröningen av Johannes III som kejsare. Flertalet av hennes anhängare avrättades eller landsförvisades kort därefter.
I maj 1344 landsförvisades Johannes av sin egen far till klostret St Sabas och hans far installerades som kejsare i Trabzon. Johannes överfördes slutligen till Konstantinopel och därefter till Adrianopel 1345. Han flydde därifrån till Sinope cirka 1357 och dog sedan där 1362.